# SKE48大学ナビ
『SKE48大学ナビ』（エスケーイーフォーティーエイトだいがくナビ）は、2011年4月7日から同年9月29日まで名古屋テレビ（メ〜テレ）で放送されていた情報番組である。全26回。放送時間は毎週木曜 18:56 - 18:58 （日本標準時）。

## 概要
毎回SKE48の高校生メンバー（当時）が2人で東海地方にある大学を訪問し、体験リポートを通じて学部や学科・課程・施設等を紹介していたミニ番組である。エンディングでは訪問先大学のオープンキャンパスの告知が行われていた。

## 出演者
- SKE48

## 放送日程
| 回 | 放送日        | 大学名                                 | 出演者                 |
| -- | ------------- | -------------------------------------- | ---------------------- |
| 1  | 2011年4月7日  | 日本福祉大学半田キャンパス             | 加藤るみ、阿比留李帆   |
| 2  | 2011年4月14日 | 名古屋芸術大学                         | 加藤るみ、阿比留李帆   |
| 3  | 2011年4月21日 | 名古屋学院大学瀬戸キャンパス           | 松本梨奈、矢方美紀     |
| 4  | 2011年4月28日 | 名古屋学院大学白鳥学舎                 | 松本梨奈、矢方美紀     |
| 5  | 2011年5月5日  | 名古屋学院大学白鳥学舎                 | 松本梨奈、矢方美紀     |
| 6  | 2011年5月12日 | 中部大学                               | 高木由麻奈、竹内舞     |
| 7  | 2011年5月19日 | 愛知きわみ看護短期大学                 | 高木由麻奈、竹内舞     |
| 8  | 2011年5月26日 | 名古屋外国語大学                       | 山田澪花、間野春香     |
| 9  | 2011年6月2日  | 名古屋学芸大学                         | 山田澪花、間野春香     |
| 10 | 2011年6月9日  | 名古屋芸術大学東キャンパス             | 都築里佳、山下ゆかり   |
| 11 | 2011年6月16日 | 中部学院大学各務原キャンパス           | 原望奈美、山田恵里伽   |
| 12 | 2011年6月23日 | 名古屋文化短期大学                     | 原望奈美、山田恵里伽   |
| 13 | 2011年6月30日 | 南山大学                               | 都築里佳、山下ゆかり   |
| 14 | 2011年7月7日  | 愛知淑徳大学長久手キャンパス           | 加藤るみ、矢方美紀     |
| 15 | 2011年7月14日 | 名古屋経済大学大山キャンパス           | 木下有希子、阿比留李帆 |
| 16 | 2011年7月21日 | 名古屋経済大学名駅サテライトキャンパス | 木下有希子、阿比留李帆 |
| 17 | 2011年7月28日 | 名古屋外国語大学                       | 金子栞、原望奈美       |
| 18 | 2011年8月4日  | 名古屋学芸大学                         | 金子栞、原望奈美       |
| 19 | 2011年8月11日 | 岐阜聖徳学園大学岐阜キャンパス         | 高木由麻奈、竹内舞     |
| 20 | 2011年8月18日 | 名古屋経済大学大山キャンパス           | 間野春香、山田恵里伽   |
| 21 | 2011年8月25日 | 中京学院大学瑞浪キャンパス             | 金子栞、山下ゆかり     |
| 22 | 2011年9月1日  | 愛知大学豊橋キャンパス                 | 原望奈美、間野春香     |
| 23 | 2011年9月8日  | 岐阜聖徳学園大学羽鳥キャンパス         | 高木由麻奈、竹内舞     |
| 24 | 2011年9月15日 | 中京学院大学中京短期大学部             | 金子栞、山下ゆかり     |
| 25 | 2011年9月22日 | 東海学園大学                           | 上野圭澄、斉藤真木子   |
| 26 | 2011年9月29日 | 愛知淑徳大学長久手キャンパス           | 加藤るみ、矢方美紀     |

## 主題歌
オープニングテーマ
- 「バンザイVenus」SKE48（1 - 17）
- 「パレオはエメラルド」SKE48（18 - 26）

| 名古屋テレビ（メ〜テレ） 木曜18:56 - 18:58枠 | 名古屋テレビ（メ〜テレ） 木曜18:56 - 18:58枠 | 名古屋テレビ（メ〜テレ） 木曜18:56 - 18:58枠 |
| 前番組                                       | 番組名                                       | 次番組                                       |
| -------------------------------------------- | -------------------------------------------- | -------------------------------------------- |
| 地デジは6ch - 番宣番組                       | SKE48大学ナビ                                | +UP! ※18:56 - 19:00                          |